# 藤岡大樹
藤岡 大樹（ふじおか たいき、1964年10月2日 - ）は、東京都出身の俳優である。

## 出演

### テレビドラマ
- Gメン'75 第275話 「警官の妻たちの連続殺人」（1980年、TBS）−少年Ｃ（五郎）
- 太陽にほえろ!第558話「疾走24時間」（1983年、日本テレビ） - 若い男 役
- 大江戸捜査網第637話「狙撃!姉様任侠血の匂い」（1984年、テレビ東京）
- 刑事貴族3 第23話「偶然の略奪者」（1992年12月4日、日本テレビ） - 堀江高夫
- 電磁戦隊メガレンジャー第5話「キメるぜ!これが裏技バトル」（1997年3月14日、テレビ朝日）
- はみだし刑事情熱系 第2シリーズ（1998年） - 足立貞治 役
- はぐれ刑事純情派
  - 第12シリーズ 第10話「カラスが告発した真犯人!? 近所迷惑な女」（1999年） - 荒島誠
  - 第14シリーズ（2001年)
- 彼女が死んじゃった。（2004年、TBS）
- スクール!!第3話「本気で子供と家族のために泣け!!」（2011年1月30日、フジテレビジョン）
- 警視庁捜査一課9係 season8[3]第5話「殺人生原稿」（2013年8月7日、テレビ朝日）
- 相棒season14 第1話「フランケンシュタインの告白」（2015年10月14日、テレビ朝日） - 西多摩刑務所刑務官・中嶋良行 役
- 青と僕（ブレイクマンデーーシリーズ24）第1話・第4話（2018年、フジテレビジョン）
- SUPER RICH 第10話（2021年12月16日、フジテレビ） - 小清水弁護士 役
- ラストマン-全盲の捜査官- 第7話（2023年6月4日、TBS） - 姫路紀彦 役
- 全領域異常解決室（2024年10月9日 - 、フジテレビ） - 大守浩志 役[4]

### 映画
- ゴジラvsメカゴジラ（1993年） - トム小沢 役[1]
- 戦線布告（2002年） - 戊 役
- 仮面ライダー×仮面ライダー ゴースト&ドライブ 超MOVIE大戦ジェネシス（2015年12月12日、東映） - 佐高 役